# Hubbardiidae
Hubbardiidae (лат.) — семейство паукообразных из отряда шизомид (Schizomida). Распространены в тропических областях Нового и Старого Света. Описано свыше 120 видов в более чем 50 родах.

## Строение
Мелкие паукообразные с несколько вытянутым телом. Лапки I пары ног 7-члениковые, II—IV пар — 3-члениковые. Флагеллум (хвостовой жгут) состоит из 1—2 члеников у самцов и 1–4 члеников у самок. 

## Распространение
Естественный ареал представителей охватывает Новый Свет (от США до Южной Америки и на островах Карибского моря), в Африку южнее Сахары, Мадагаскар и Сейшельские острова, Южную и Юго-Восточную Азию, Австралию и Океанию. Завезены на территорию Европы, где встречаются в оранжереях.

## Систематика
Hubbardiidae — наиболее богатое видами из трёх семейств шизомид, насчитывает свыше 120 видов и 55 родов.
Представителей подразделяют на 2 подсемейства неравных размеров. Подсемейство Megaschizominae включает единственный род Megaschizomus Lawrence, 1969 с 3 африканским видами. Подсемейство Hubbardiinae включает всех остальных представителей:
- Adisomus Cokendolpher et Reddell, 2000[4]
- Afrozomus Reddell et Cokendolpher, 1995
- Anepsiozomus Harvey, 2001
- Antillostenochrus Armas et Teruel, 2002
- Apozomus Harvey, 1992
- Artacarus Cook, 1899
- Attenuizomus Harvey, 2000
- Bamazomus Harvey, 1992
- Brignolizomus Harvey, 2000
- Burmezomus Bastawade, 2004
- Bucinozomus Armas et Rehfeldt, 2015
- Calima Moreno-González et Villarreal, 2012
- Cangazomus Pinto-da-Rocha, Andrade et Moreno-González, 2016
- Clavizomus Reddell et Cokendolpher, 1995
- Cokendolpherius Armas, 2002
- Colombiazomus Armas et Delgado-Santa, 2012
- Cubazomus Reddell et Cokendolpher, 1995
- Draculoides Harvey, 1992
- Enigmazomus Harvey, 2006
- Guanazomus Teruel et Armas, 2002
- Gravelyzomus Kulkarni, 2012
- Hansenochrus Reddell et Cokendolpher, 1995
- Hubbardia Cook, 1899
- Javazomus Reddell et Cokendolpher, 1995
- Julattenius Harvey, 1992
- Luisarmasius Reddell et Cokendolpher, 1995
- † Mesozomus Müller et al, 2020 — бирманский янтарь, сеноман[5]
- Mahezomus Harvey, 2001
- Mayazomus Reddell et Cokendolpher, 1995[6]
- Naderiore Pinto-da-Rocha, Andrade et Moreno-González, 2016
- Neozomus Reddell et Cokendolpher, 1995
- Notozomus Harvey, 1992
- Oculozomus Reddell et Cokendolpher, 1995
- Orientzomus Cokendolpher et Tsurusaki, 1994
- Ovozomus Harvey, 2001
- Pacal Reddell et Cokendolpher, 1995
- Piaroa Villarreal, Giupponi et Tourinho, 2008
- Reddellzomus Armas, 2002
- Rowlandius Reddell et Cokendolpher, 1995
- Schizomus Cook, 1899
- Secozomus Harvey, 2001
- Sotanostenochrus Reddell et Cokendolpher, 1991
- Stenochrus Chamberlin, 1922
- Stenoschizomus González-Sponga, 1997
- Stewartpeckius Reddell et Cokendolpher, 1995
- Surazomus Reddell et Cokendolpher, 1995
- Tayos Reddell et Cokendolpher, 1995
- Trithyreus Kraepelin, 1899
- Troglocubazomus Teruel, 2003
- Wayuuzomus Armas et Colmenares, 2006
- Zomus Reddell et Cokendolpher, 1995